# Доливо-Добровольский, Флор Осипович
Флор Осипович (Флориан Иосифович) Доливо-Добровольский (1776—1852) — тайный советник, член Совета Главного управления почт.

## Биография
Родился 20 (31) мая 1776 года, сын Иосифа Доливо-Добровольского (1728—?) и Анны Чиж.
Приехал из Польши в Петербург в конце XVIII века. Павлом I был назначен полицмейстером в Могилёв. В 1808 году был направлен в Саратовскую губернию для организации борьбы с моровым поветрием и за успешное выполнение поручения был пожалован тысячью десятин земли и орденом Св. Анны 2-й степени (29.07.1810). Вернулся в Могилёвскую губернию с заданием по почтовому ведомству и за выполненные работы получил к ордену Св. Анны алмазы. 
В 1812 году состоял при императоре Александре I, затем, при отбытии императора из армии, — при Барклае-де-Толли; был военным советником и инспектором почт; с 24 мая — полевой инспектор почт при армиях. Находился на батарее Кутузова во время Бородинского сражения, в котором принимали участие два его сына и брат. С 29 сентября — полковник 2-го егерского полка и Московского военного ополчения; принял участие в бое под Тарутиным и в сражении под Малоярославцем, где был ранен в грудь. За отличие в сражениях 9 октября 1812 года был утверждён в чине полковника. Участвовал в заграничных походах русской армии.
В 1832 году был пожалован в дворянское достоинство. После учреждения в 1830 году Главного управления почт, с 1833 года был членом почтового совета при главноначальствующем над почтовым департаментом; затем — членом Совета Главного управления почт; в дальнейшем упоминался как Волоколамский почтмейстер.
На Каменном острове имел дачу (на набережной Большой Невки, недалеко от Каменноостровского театра), которую снимал А. С. Пушкин; 23 мая 1836 года здесь родилась его дочь Наталья.
Умер 6 (18) ноября 1852 года года. Похоронен в Сергиевой пустыни под Петербургом.

## Награды
Был кавалером многих российских и иностранных орденов, в числе которых ордена: орден Св. Владимира 2-й и 3-й степени (18.05.1813); Св. Анны 2-й степени с алмазами, 1-й степени (22.04.1834), Св. Станислава 1-й степени (06.01.1830); имел золотую шпагу «За храбрость» и знак «За XXX лет беспорочной службы» (22.08.1828), затем знак «За XXXV лет беспорочной службы». Также он был награждён прусским орденом Pour le Mérite.

## Семья
Первый раз был женат на Агафье Максимовне Воскович (1776—1817), вторым браком — на Марии Петровне Желтухиной (1795—1874).
Дети от первого брака:
- Иван-Матвей (1795—1855 или 1796—1857), в 1844 году — статский советник, почтмейстер в Галиче и Костроме[10]; имел орден Св. Анны 4-й ст. «За храбрость»;
- Казимир Николай (1798—1839);
- Александр (1803—1830);
- Иван-Осип (1805—1852), капитан-лейтенант флота; его сын — художник-пейзажист Михаил (1841—1881);
- Ольга (1808—1888), в замужестве Заварицкая.

Дети от второго брака:
- Пётр (1819—1842);
- Анна (1820—?), в замужестве Уварова, затем Струкова;
- Мария (ок. 1820—1887), в замужестве фон Бильдерлинг;
- Евгения (1823—1904), в замужестве баронесса Ган;
- Иосиф (Осип) (17.12.1824—17.09.1900)[11]
- Марфа (1827—1891), с 1851 года была замужем за прусским подполковником Христианом Карлом Шеле (1811—1861), после смерти которого в 1865 году вышла замуж за немецкого дипломата Отто фон Бюлова.